# Ємельна
Ємельна (пол. Jemielna, нім. Gimmel) — село в Польщі, у гміні Берутув Олесницького повіту Нижньосілезького воєводства.
Населення — 261 особа (2011).

## Демографія
Демографічна структура станом на 31 березня 2011 року:
|          | Загалом | Допрацездатний вік | Працездатний вік | Постпрацездатний вік |
| -------- | ------- | ------------------ | ---------------- | -------------------- |
| Чоловіки | 93      | 15                 | 70               | 8                    |
| Жінки    | 168     | 24                 | 105              | 39                   |
| Разом    | 261     | 39                 | 175              | 47                   |